# Larcasia minor
Larcasia minor is een schietmot uit de familie Goeridae. De soort komt voor in het Palearctisch gebied.